# ゴリラの神から加護された令嬢は王立騎士団で可愛がられる
『ゴリラの神から加護された令嬢は王立騎士団で可愛がられる』（ゴリラのかみからかごされたれいじょうはおうりつきしだんでかわいがられる）は、シロヒによる日本のライトノベル。小説投稿サイト「小説家になろう」にて、2020年8月10日から2021年8月23日まで連載されたオンライン小説で、書籍化はされていないがライトノベルとして認知されている。当初のタイトルは『ゴリラの神から加護されたお嬢様の気持ち考えたことある??』だったが、変更された。
神栖みかによる漫画版が2021年8月8日より、『カドコミ（旧ComicWalker）』内の「FLOS COMIC」レーベルで連載中。2025年4月から6月までAT-Xほかにてテレビアニメが放送された。
作品のキャッチフレーズは「Web発、ゴリラの力から予想外の胸キュンラブコメ!」（カドコミ）、「さようなら平穏な日常、はじめまして"ゴリ・ラブコメ"」（テレビアニメ版）。

## あらすじ
物語の舞台は、16歳になると様々な動物神の一体から加護を受け、その動物に応じた特殊能力を得られる世界。貴族や名家の子息が通う王都の寄宿学校「ディーレンタウン」に通う、気弱な伯爵令嬢ソフィア・リーラーは、目立たず平穏な日々を送りたい彼女の願いに反して、戦闘系最強の一角とされるゴリラの神の加護を受けてしまう。
並外れた身体能力と怪力を持つゴリラの加護者は、王立騎士団の候補生となる義務がある。不本意ながら従騎士試験を受けることになったソフィアは、試験官を務める優秀な従騎士ルイ・スカーレルや、試験を共に受けることになったアイザック・シーアン、エディ・フェレスと出会う。試験に落ちたいと願う彼女だが、圧倒的な能力を隠しきれず、従騎士に合格してしまう。さらに、50年に一人現れるかどうかと言われるゴリラの加護者に、正騎士の隊長たちも興味を示すのだった。
彼女の希望で、加護や騎士団の事情は学園内では秘密にされているが、実は上級生だったルイや、従騎士試験に合格し、同級生として転入してきたアイザックとエディが親しく接することで、イケメンを狙う女生徒たちの厳しい視線を浴びる日々が続く。平穏からは程遠い学園生活と騎士団生活を、ソフィアはルイたちの支えとゴリラの神の力で切り抜けていく。

## 登場人物
ソフィア・リーラー
声:中村カンナ
本作品の主人公。
伯爵家の令嬢で、王都の学校に通っている。
弱気で平穏を好む性格だが、戦闘系最強クラスの『ゴリラの神』の加護を得たため王立騎士団から従騎士のスカウトを受け、日常が一変する。
ゴリラの加護
戦闘系最強クラスの加護の一つ。50年に一度現れるかどうかであり、この加護を得た者は王立騎士団の従騎士試験を受ける義務がある。
腕力は人間の7倍、握力は500kgと圧倒的な力を持ち、時速40kmで走ることができる。
ルイ・スカーレル
声:大塚剛央
本作品のヒーロー。
王立騎士団の従騎士として活動しながら、王都の学校に通っている。
誰にでも分け隔てなく接する誠実で優しい性格だが、女子学生たちからの視線には鈍感。

リスの加護
通常は動きが身軽になる程度だが、特に強い加護を受けているため、一時的にリスの姿になることができる。元に戻る時間はバラバラで、リスの習性に支配されることもあるので、それほど使い勝手がいいという訳でもない。
特に雪原においては抜群の探査能力を発揮する。
アイザック・シーアン
声:川島零士
ソフィアの同期。
王立騎士団の正騎士を目指している。足の速さに自信がある。
活発で明るい性格。王都の学校に転入して、ソフィアのクラスメイトになる。
犬の加護
運動能力の高さが特徴の加護。嗅覚と聴覚にも優れている。
エディ・フェレス
声:永塚拓馬
ソフィアの同期。
王立騎士団の正騎士を目指している。身のこなしが軽い。
沈着冷静な性格。王都の学校に転入して、ソフィアのクラスメイトになる。

猫の加護
高低差をものともしない運動性を持つ他、動体視力、暗視能力が向上する。
アーシェント・アードラー
声:仲村宗悟
射撃隊隊長を務める正騎士。
面白いことに首を突っ込むのが大好き。街中の女性からモテている。『ゴリラの神』の加護をきっかけにソフィアにも興味を持つ。

鷲の加護
翼で空を飛ぶことができる他、1キロ先の獲物さえ見分けられる目を持つ。
シン・クヴァレ
声:土岐隼一
海事隊隊長を務める正騎士。
低燃費でマイペースな性格。
戦力としての『ゴリラの神』の加護に興味を持つ。

クラゲ(キロネックス）の加護
毒を持った触手を水中で広げる。その毒はあらゆる動物を死に至らしめる。
ヴィクトル・ヴォルク
声:田所陽向
陸上隊隊長を務める正騎士。
隊長3人の中で 1番年上。
豪快で面倒見がいい。

ハイイロオオカミの加護
平均速度は時速50キロ。高低差のある過酷な環境下でもその速度は落ちない。
レオハルト
声:梅原裕一郎
パーティーでカリッサが連れていたミステリアスな雰囲気の貴族子息。
パーティーで出会ったソフィアを気にかけている様子。

ヒョウの加護
ゴリラと双璧をなす、戦闘系最強クラスの加護。ゴリラとヒョウの加護者はそれぞれ世界に一人ずつしか存在しないと言われている。
カリッサ
声:山本希望
有力貴族の令嬢で、高飛車な性格。
ルイに憧れてるため、ルイと仲のいいソフィアが気に入らない。

モグラの加護
暗闇でも目が効く加護。振動や匂いで周囲の状況を探知できる。

アレーネ
声:守屋亨香
ソフィアのクラスメイト。
貴族令嬢で優しい性格。
とても内気で、自分から行動を起こすのが苦手。

クモの加護
強靭な糸を編み出す加護。その糸は騎士団の防弾ベストにも使用されている。

## 既刊一覧

### 漫画
- シロヒ（原作）・神栖みか（漫画） 『ゴリラの神から加護された令嬢は王立騎士団で可愛がられる』 KADOKAWA〈FLOS COMIC〉、既刊7巻（2025年6月17日現在）
  1. 2021年11月5日発売[9]、ISBN 978-4-04-680446-4
  2. 2022年6月3日発売[10]、ISBN 978-4-04-681550-7
  3. 2022年12月16日発売[11]、ISBN 978-4-04-681857-7
  4. 2023年9月5日発売[12]、ISBN 978-4-04-682738-8
  5. 2024年5月17日発売[13]、ISBN 978-4-04-683435-5
  6. 2024年12月5日発売[14]、ISBN 978-4-04-684319-7
  7. 2025年6月17日発売[15]、ISBN 978-4-04-685002-7

## テレビアニメ
2024年9月にアニメ化が発表された。2025年4月から6月までAT-Xほかにて放送された。

### スタッフ
- 原作 - シロヒ・神栖みか[16]
- 監督 - 追崎史敏[16]
- シリーズ構成・脚本 - 雨宮ひとみ[16]
- キャラクターデザイン - 渋谷秀[16]
- デザインワークス - 加野晃
- 色彩設計 - 児玉尚子[17]
- 美術監督 - 谷地清孝[17]
- 美術設定 - irohamu、清水悠
- 撮影監督 - 椎名優希[17]
- オフライン編集 - 齋藤朱里[17]
- 音響監督 - 立石弥生[16]
- 音響効果 - 櫻井陽子[17]
- 音響制作 - ビットグルーヴプロモーション[17]
- 音楽 - 岩橋星実[16]
- 音楽制作 - ランティス[17]
- 音楽プロデューサー - 重松暖
- プロデューサー - 香山貴亮、柴山智歩、松田隼典、松井優子、飯塚彩、後藤哲
- アニメーションプロデューサー - 衣川徹
- アニメーション制作 - 鵲（カチガラス）[16]
- 制作協力 - ディオメディア[16]
- 製作 - ゴリラの神から加護された製作委員会

### 主題歌
「イルミネイト」
仲村宗悟によるオープニングテーマ。作詞・作曲は仲村宗悟、編曲は村山☆潤。
「セレンディピティ」
緒方恵美によるエンディングテーマ。作詞はem:óu、作曲・編曲は小木岳司。

### 各話リスト
| 話数 | サブタイトル                                                                         | 絵コンテ | 演出         | 作画監督                                                                                       | 総作画監督                                   | 初放送日      |
| ---- | ------------------------------------------------------------------------------------ | -------- | ------------ | ---------------------------------------------------------------------------------------------- | -------------------------------------------- | ------------- |
| #01  | 加護と令嬢のゴリ・ライフ                                                             | 追崎史敏 | 追崎史敏     | 加野晃 李周鉉 山本祐仁 八幡佑樹 柴野美奈 徐延文 欧阳海                                         | 渋谷秀 本多美乃 石川雅一 井出直美 松本麻友子 | 2025年 4月6日 |
| #02  | 騎士とあこがれのゴリ・ラブコール                                                     | 追崎史敏 | 椎名優希     | 加野晃 李周鉉 山本祐仁 八幡佑樹 柴野美奈 Jeon Hyun Jin                                         | 渋谷秀                                       | 4月13日       |
| #03  | 王都とスイーツのゴリ・ラプソディー                                                   | 小寺勝之 | 佐々木純人   | 旭陽デジタル                                                                                   | -                                            | 4月20日       |
| #04  | ドレスと困惑のゴリ・ランデブー                                                       | 追崎史敏 | 椎名優希     | 李周鉉 山本祐仁 八幡佑樹 柴野美奈 Ryu Joong Hyeon                                              | 渋谷秀 本多美乃 石川雅一 井出直美 松本麻友子 | 4月27日       |
| #05  | 危険と赤面のゴリ・ラブロマンス                                                       | 追崎史敏 | 椎名優希     | 李周鉉 山本祐仁 八幡佑樹 柴野美奈 本田辰雄 Jeon Hyun Jin リブート                              | 渋谷秀 本多美乃 石川雅一 井出直美 松本麻友子 | 5月4日        |
| #06  | 雪と炎のゴリ・ラバーズ                                                               | 小寺勝之 | 胡蝶蘭あげは | 陳洁琼 劉軍 銭進一                                                                             | -                                            | 5月11日       |
| #07  | ソファと恋のゴリ・ラブソング                                                         | 花岡佑大 | 花岡佑大     | 李周鉉 山本祐仁 八幡佑樹 柴野美奈 本田辰雄 Ryu Joong Hyeon Jeon Hyun Jin 徐延文 王培非         | 渋谷秀 石川雅一 井出直美 松本麻友子          | 5月18日       |
| #08  | 気になる彼女とゴリ・ラブコメ気になる同期とゴリ・ラブコメ気になる友達とゴリ・ラブコメ | 小寺勝之 | 胡蝶蘭あげは | Mubon Hyeong Jun 山本祐仁 八幡佑樹 柴野美奈 リブート                                           | 渋谷秀 本多美乃 石川雅一 井出直美            | 5月25日       |
| #09  | 海と水着のゴリ・ランド                                                               | 追崎史敏 | 追崎史敏     | 李周鉉 山本祐仁 八幡佑樹 柴野美奈 Mubon Hyeong Jun Jeon Hyun Jin 王培非 陈娇娇 徐延文 リブート | 渋谷秀 本多美乃 石川雅一 井出直美            | 6月1日        |
| #10  | 光と闇のゴリ・ラビリンス                                                             | 小寺勝之 | 胡蝶蘭あげは | 李周鉉 山本祐仁 柴野美奈 Jeon Hyun Jin Ryu Joong Hyeon                                         | 渋谷秀 本多美乃 石川雅一 井出直美            | 6月8日        |
| #11  | 最強の加護とゴリ・ラッシュ                                                           | 草川啓造 | 草川啓造     | Mubon Hyeong Jun 山本祐仁 柴野美奈                                                             | 渋谷秀 本多美乃 石川雅一 井出直美            | 6月15日       |
| #12  | 決意と愛のゴリ・ラスト                                                               | 追崎史敏 | 追崎史敏     | 山本祐仁 柴野美奈 Mubon Hyeong Jun 王培非 陈娇娇 徐延文                                        | 渋谷秀 本多美乃 石川雅一 井出直美            | 6月22日       |

### 放送局
| 放送期間               | 放送時間                     | 放送局     | 対象地域 | 備考                                            |
| ---------------------- | ---------------------------- | ---------- | -------- | ----------------------------------------------- |
| 2025年4月6日 - 6月22日 | 日曜 23:30 - 月曜 0:00       | AT-X       | 日本全域 | 製作参加 / CS放送 / 字幕放送 / リピート放送あり |
| 2025年4月7日 - 6月23日 | 月曜 0:30 - 1:00（日曜深夜） | TOKYO MX   | 東京都   |                                                 |
|                        |                              | サンテレビ | 兵庫県   |                                                 |
|                        | 月曜 0:45 - 1:15（日曜深夜） | KBS京都    | 京都府   |                                                 |
|                        | 月曜 1:30 - 2:00（日曜深夜） | BS朝日     | 日本全域 | 製作参加 / BS/BS4K放送 / 『アニメA』枠          |

| 配信開始日    | 配信時間                           | 配信サイト |
| ------------- | ---------------------------------- | --- |
| 2025年4月7日  | 月曜 0:00（日曜深夜） 更新         | dアニメストア U-NEXT アニメ放題 |
| 2025年4月12日 | 土曜 0:00（金曜深夜） 以降順次更新 | ABEMA DMM TV FOD HAPPY!動画 Hulu J:COM STREAM Lemino milplus 見放題パックプライム Prime Video Rakuten TV TELASA ニコニコ生放送 ニコニコチャンネル バンダイチャンネル |

### BD
| 巻 | 発売日            | 収録話         | 規格品番  |
| -- | ----------------- | -------------- | --------- |
| 上 | 2025年7月25日     | 第1話 - 第6話  | KAXA-9041 |
| 下 | 2025年8月27日予定 | 第7話 - 第12話 | KAXA-9042 |